# Контрерас, Арлетте
Синди Арлетте Контрерас Баутиста (исп. Cindy Arlette Contreras Bautista; род. 26 июня 1990, Аякучо) — перуанская юристка и общественный деятель. Она является лауреатом Международной женской премии за отвагу, а также была включена в список 100 самых влиятельных людей журнала Time.

## Инцидент с нападением
15 июля 2015 года на Контрерас в отеле в Аякучо напал её бойфренд Адриано Посо Ариас. Камеры видеонаблюдения зафиксировали, как её избивали и таскали за волосы, в то время как она кричала. В результате нападения она повредила ногу, ей потребовалась трость. Контрерас публично заявила о своем требовании справедливости и рассказала о своём деле в СМИ.
Доказательств против напавшего на неё было достаточно для вынесения обвинительного приговора, но в июле 2016 года коллегия из трёх судей решила, что ему следует вынести условный приговор. Насилие по отношению к ней и последующее решение стали провоцирующим фактором для общенационального движения NiUnaMenos. Марш в Лиме считается крупнейшей демонстрацией в Перу. В ноябре 2016 года Апелляционный трибунал Верховного суда Аякучо отменил приговор и назначил новое судебное разбирательство по обвинению в попытке изнасилования и попытке фемицида. 8 июля 2019 года Адриано был приговорён к 11 годам лишения свободы за попытку фемицида, но оправдан по обвинению в попытке изнасилования.

## Признание
В 2017 году деятельность Контрерас была признана Государственным департаментом США, который выбрал её для получения Международной женской премии за отвагу. Она также была выбрана журналом Time в числе 100 самых влиятельных людей и включена в список 100 женщин BBC 2018 года.